# Felipe Caicedo
Felipe Salvador Caicedo Corozo (født 5. september 1988 i Guayaquil, Ecuador) er en ecuadoriansk fodboldspiller, der spiller som angriber hos Al-Jazira i Abu Dhabi. Han kom til klubben i januar 2014 fra russiske Lokomotiv Moskva.
City betalte syv millioner euro for ham.

## Landshold
Caicedo står (pr. 10. september 2013) noteret for 46 kampe og 15 scoringer for Ecuadors landshold, som han debuterede for den 25. marts 2007 i et opgør mod USA, hvor han også scorede sit første mål. Han var samme år en del af landets trup til Copa América.